# Kimura Takashi
Kimura Takashi (木村敬) (sinh ngày 21 tháng 5 năm 1974) là chính khách người Nhật Bản. Hiện tại, ông đang giữ chức vụ làm thống đốc tỉnh Kumamoto kể từ ngày 16 tháng 4 năm 2024.